# ریما میرومیان
ریما آرتاوازدی میرومیان (ارمنی: Ռիմա Արտավազդի Միրումյան؛ انگلیسی: Rima Mirumyan؛ زادهٔ ۲۱ سپتامبر ۱۹۵۷) فیلسوف اهل ارمنستان است.

## زندگی‌نامه
وی در ۲۱ سپتامبر ۱۹۵۷ در گاندزاک به دنیا آمد و از دانشگاه دولتی ایروان (۱۹۷۹) فارغ‌التحصیل گشت. وی خواهر کارلن میرومیان می‌باشد. وی  از سال ۱۹۹۴ در دانشگاه دولتی زبان‌ها و علوم اجتماعی بروسوف ایروان فعالیت کرده است.

## یادداشت
1. ↑  փիլիսոփայական գիտությունների դոկտոր